# 异吻长鼻鳎
异吻长鼻鳎（学名：Soleichthys heterorhinos）为鳎科长鼻鳎属的鱼类，俗名异鼻鳎沙。分布于太平洋及印度洋东自萨摩亚到安达曼群岛、北自日本鹿儿岛到澳大利亚的新南威尔斯以及台湾野柳、南湾、宜兰等，属于热带底层海鱼。该物种的模式产地在安汶岛。